# Lacajunte
Lacajunte (La Cau Junta, en occitan) est une commune du Sud-Ouest de la France, située dans le département des Landes (région Nouvelle-Aquitaine).

## Géographie

### Localisation
Au sud-est du département, la commune est limitrophe de celui des Pyrénées-Atlantiques.
Commune située dans le Tursan, dans le vignoble du même nom.

### Communes limitrophes
Les communes limitrophes sont  Arboucave, Malaussanne, Philondenx, Pimbo et Puyol-Cazalet.
| Arboucave                          |            | Puyol-Cazalet |
| Malaussanne (Pyrénées-Atlantiques) | Lacajunte  | Pimbo         |
|                                    | Philondenx |               |

### Climat
Pour des articles plus généraux, voir Climat de la Nouvelle-Aquitaine et Climat des Landes.
Historiquement, la commune est dans une zone de transition entre les climats océaniques aquitain et montagnard.  
En 2020, Météo-France publie une typologie des climats de la France métropolitaine dans laquelle la commune est exposée à un climat océanique et est dans une zone de transition entre les régions climatiques « Aquitaine, Gascogne » et « Pyrénées atlantiques »0.
Pour la période 1971-2000, la température annuelle moyenne est de 13,3 °C, avec une amplitude thermique annuelle de 14,7 °C. Le cumul annuel moyen de précipitations est de 1 120 mm, avec 11,8 jours de précipitations en janvier et 7,7 jours en juillet. Pour la période 1991-2020, la température moyenne annuelle observée sur la station météorologique la plus proche, située sur la commune d'Urgons à 6,27 km à vol d'oiseau, est de 14,0 °C et le cumul annuel moyen de précipitations est de 1 009,4 mm,. Pour l'avenir, les paramètres climatiques de la commune estimés pour 2050 selon différents scénarios d’émission de gaz à effet de serre sont consultables sur un site dédié publié par Météo-France en novembre 2022.

## Urbanisme

### Typologie
Au 1er janvier 2024, Lacajunte est catégorisée commune rurale à habitat très dispersé, selon la nouvelle grille communale de densité à sept niveaux définie par l'Insee en 2022.
Elle est située hors unité urbaine et hors attraction des villes,.

### Occupation des sols

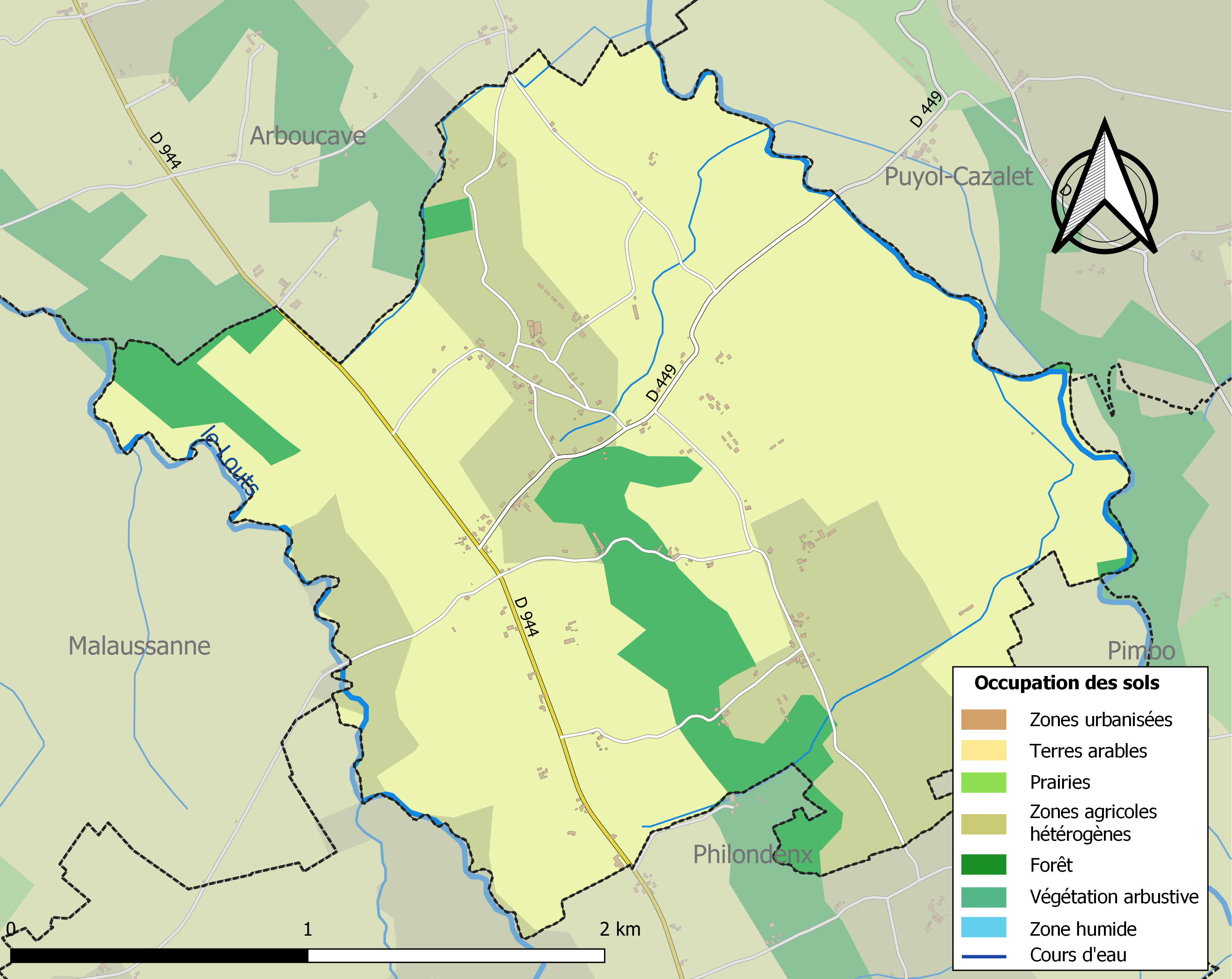
Carte des infrastructures et de l'occupation des sols de la commune en 2018 (CLC).

L'occupation des sols de la commune, telle qu'elle ressort de la base de données européenne d’occupation biophysique des sols Corine Land Cover (CLC), est marquée par l'importance des territoires agricoles (89,8 % en 2018), une proportion sensiblement équivalente à celle de 1990 (89,1 %). La répartition détaillée en 2018 est la suivante : terres arables (66 %), zones agricoles hétérogènes (23,8 %), forêts (10,2 %). L'évolution de l’occupation des sols de la commune et de ses infrastructures peut être observée sur les différentes représentations cartographiques du territoire : la carte de Cassini (XVIIIe siècle), la carte d'état-major (1820-1866) et les cartes ou photos aériennes de l'IGN pour la période actuelle (1950 à aujourd'hui).

### Risques majeurs
Le territoire de la commune de Lacajunte est vulnérable à différents aléas naturels : météorologiques (tempête, orage, neige, grand froid, canicule ou sécheresse), inondations, mouvements de terrains et séisme (sismicité modérée). Il est également exposé à un risque technologique,  le transport de matières dangereuses. Un site publié par le BRGM permet d'évaluer simplement et rapidement les risques d'un bien localisé soit par son adresse soit par le numéro de sa parcelle.

#### Risques naturels
Certaines parties du territoire communal sont susceptibles d’être affectées par le risque d’inondation par débordement de cours d'eau, notamment le Gabas et le Louts. La commune a été reconnue en état de catastrophe naturelle au titre des dommages causés par les inondations et coulées de boue survenues en 1999, 2009 et 2018,.
Les mouvements de terrains susceptibles de se produire sur la commune sont des tassements différentiels.

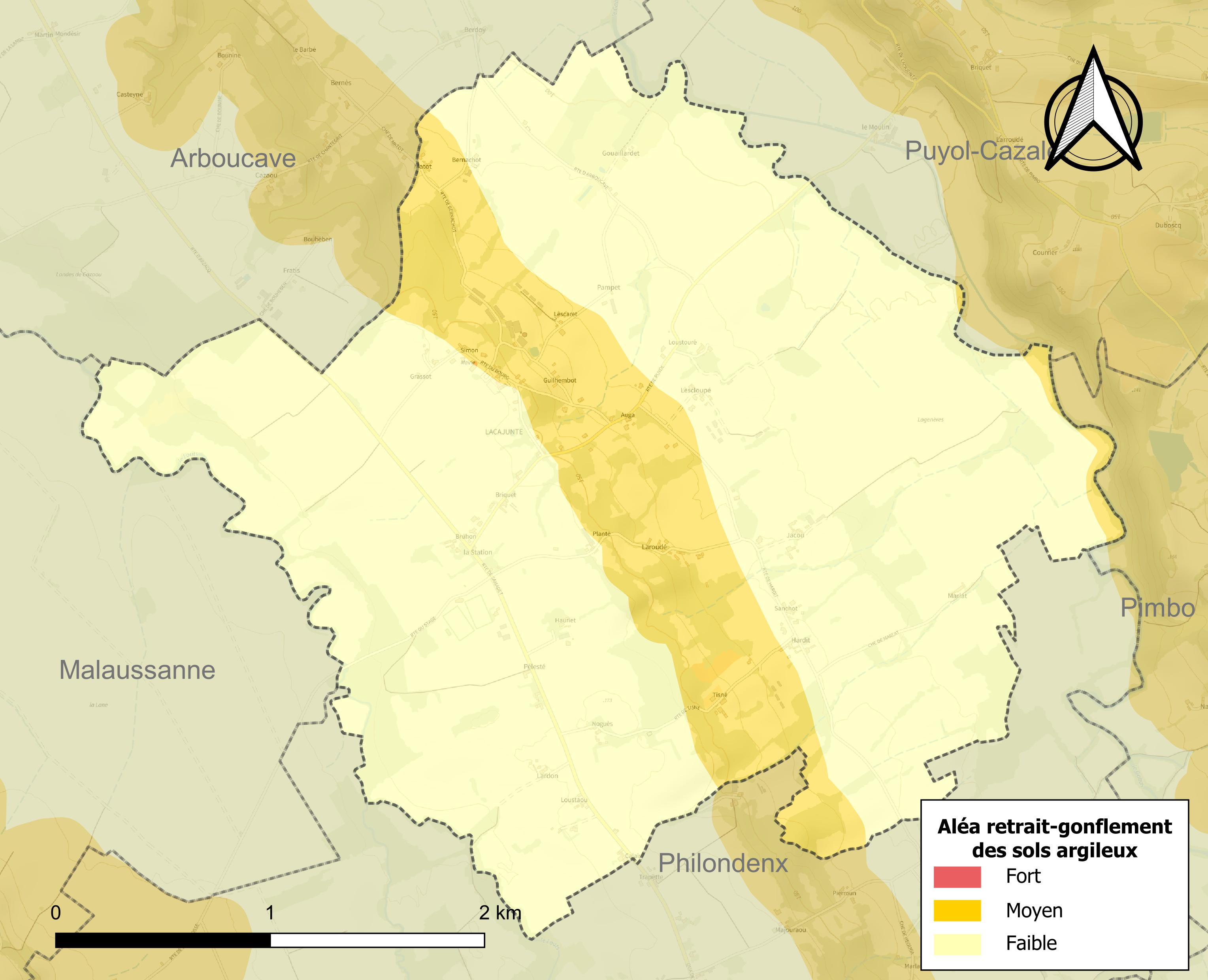
Carte des zones d'aléa retrait-gonflement des sols argileux de Lacajunte.

Le retrait-gonflement des sols argileux est susceptible d'engendrer des dommages importants aux bâtiments en cas d’alternance de périodes de sécheresse et de pluie. 18,5 % de la superficie communale est en aléa moyen ou fort (19,2 % au niveau départemental et 48,5 % au niveau national). Sur les 77 bâtiments dénombrés sur la commune en 2019,  27 sont en aléa moyen ou fort, soit 35 %, à comparer aux 17 % au niveau départemental et 54 % au niveau national. Une cartographie de l'exposition du territoire national au retrait gonflement des sols argileux est disponible sur le site du BRGM,.
Concernant les mouvements de terrains, la commune a été reconnue en état de catastrophe naturelle au titre des dommages causés par des mouvements de terrain en 1999.

#### Risques technologiques
Le risque de transport de matières dangereuses sur la commune est lié à sa traversée par une ou des infrastructures routières ou ferroviaires importantes ou la présence d'une canalisation de transport d'hydrocarbures. Un accident se produisant sur de telles infrastructures est susceptible d’avoir des effets graves sur les biens, les personnes ou l'environnement, selon la nature du matériau transporté. Des dispositions d’urbanisme peuvent être préconisées en conséquence.

## Histoire

### Protohistoire
Pierre-Eudoxe Dubalen fouille un tumulus sur . junte.
Entre Thèze (Pyrénées-Atlantiques) et Lacajunte, le plateau forme un couloir étroit et la densité de tumulus y est importante ; les tertres y sont regroupés en nécropoles.
Ainsi, sur Lacajunte au lieu-dit landes de Cazaou se trouve un site comprenant un grand tumulus isolé, haut d'environ 2 m encore en 1987 ; une nécropole de 7 tertres plus petits et presque arasés (en 1987) que les anciennes études nomment « de Fratis » ; et une mare fossile avec un déversoir emmenant l'eau au ruisseau du Lous.
G. Fabre (1943) mentionne succinctement dans la lande Prorès un grand tumulus déjà fouillé en 1912 par l'abbé Beaumont et Joseph de Laporterie ; elle cite Vidal : « [le tumulus] offrait dans son ensemble un aspect chaotique de charbons, de cendres de lames d'épées plantées verticalement et une masse considérable de scories de fer ; remarque importante, pas trace d'ossements, c'était sûrement une forge. Dans le quartier Ouest de ce tertre, non affecté par la brûlerie », Dubalen a découvert quelques urnes ; l'une d'elles, recouverte d'une coupe et contenant un petit vase, serait un vestige de tombe.

## Politique et administration

### Liste des maires
| Période                                  | Période  | Identité         | Étiquette | Qualité                 |
| ---------------------------------------- | -------- | ---------------- | --------- | ----------------------- |
| 1995                                     | 2008     | Michel Dubaquier |           |                         |
| mars 2008                                | En cours | Christian Boulin | DVD       | Retraité armée de l'air |
| Les données manquantes sont à compléter. |          |                  |           |                         |

### Politique environnementale
Dans son palmarès 2024, le Conseil national de villes et villages fleuris de France a attribué une fleur à la commune.

## Population et société

### Démographie
| 1793 | 1800 | 1806 | 1821 | 1831 | 1836 | 1841 | 1846 | 1851 |
| ---- | ---- | ---- | ---- | ---- | ---- | ---- | ---- | ---- |
| 272  | 283  | 301  | 314  | 293  | 325  | 339  | 342  | 330  |

| 1856 | 1861 | 1866 | 1872 | 1876 | 1881 | 1886 | 1891 | 1896 |
| ---- | ---- | ---- | ---- | ---- | ---- | ---- | ---- | ---- |
| 342  | 308  | 296  | 264  | 291  | 276  | 281  | 263  | 267  |

| 1901 | 1906 | 1911 | 1921 | 1926 | 1931 | 1936 | 1946 | 1954 |
| ---- | ---- | ---- | ---- | ---- | ---- | ---- | ---- | ---- |
| 256  | 259  | 250  | 225  | 203  | 188  | 200  | 180  | 168  |

| 1962 | 1968 | 1975 | 1982 | 1990 | 1999 | 2006 | 2007 | 2012 |
| ---- | ---- | ---- | ---- | ---- | ---- | ---- | ---- | ---- |
| 193  | 196  | 170  | 152  | 160  | 136  | 132  | 131  | 146  |

| 2017 | 2022 | - | - | - | - | - | - | - |
| ---- | ---- | - | - | - | - | - | - | - |
| 153  | 148  | - | - | - | - | - | - | - |

### Sports
Il existe un club de football dans la commune : Football club Lacajunte Tursan.

## Culture locale et patrimoine

### Lieux et monuments
- Église Saint-Michel de Lacajunte.

### Héraldique
| Blason de Lacajunte | Blason  | D'or au pin de sinople, au lévrier de gueules accolé d'argent et attaché au tronc de l'arbre par une chaîne du même; au chef d'azur chargé d'un croissant d'argent accosté de deux étoiles d'or. |
| Blason de Lacajunte | Détails | Le statut officiel du blason reste à déterminer. |